# 1715
Năm 1715 (số La Mã MDCCXV) là một năm thường bắt đầu vào thứ Ba trong lịch Gregory (hoặc một năm thường bắt đầu vào thứ sáu của lịch Julius chậm hơn 11 ngày).

## Sinh
- 10 tháng 1 - Christian August Crusius, nhà triết học và thần học người Đức (mất 1775)
- 12 tháng 1 - Jacques Duphly, nhà soạn nhạc Pháp (mất 1789)
- 29 tháng 1 - Georg Christoph Wagenseil, nhà soạn nhạc người Áo (mất 1777)
- 26 tháng 2 - Claude Adrien Helvétius, nhà triết học Pháp (mất 1771)
- 7 tháng 3 - Ewald von Kleist Christian, nhà thơ Đức (mất 1759)
- 7 tháng 3 - Ephraim Williams, nhà từ thiện người Mỹ (mất 1755)
- 3 tháng 4 - William Watson, bác sĩ và nhà khoa học Anh (mất 1787)
- 28 tháng 4 - Franz Sparry, nhà soạn nhạc (mất 1767)
- 4 tháng 5 - Richard Graves, nhà văn người Anh (mất 1804)
- 22 tháng 5 - François-Joachim de Pierre de Bernis, Pháp và Đức Hồng y (mất 1794)
- 25 tháng 6 - Joseph-François Foulon, chính trị gia Pháp (mất 1789)
- 4 tháng 7 - Christian Fürchtegott Gellert, nhà thơ Đức (mất 1769)
- 6 tháng 8 - Lục de Clapiers, Hầu tước Vauvenargues, nhà văn người Pháp (mất 1747)
- 15 tháng 9 - Jean Baptiste Vaquette de Gribeauval, chuyên gia pháo binh Pháp (mất 1789)
- 22 tháng 9 - Jean-Étienne Guettard, bác sĩ và nhà khoa học Pháp (mất 1786)
- 30 tháng 9 - Étienne Bonnot de Condillac, nhà triết học Pháp (mất 1780)
- 4 tháng 10 - Victor Riqueti, Hầu tước Mirabeau, nhà kinh tế Pháp (mất 1789)
- 8 tháng 10 - Michel Benoist, nhà truyền giáo Dòng Tên người Pháp, nhà khoa học (mất 1774)
- 23 tháng 10 - Nga hoàng Pyotr II (mất 1730)
- 5 tháng 11 - John Brown, nhà văn người Anh (mất 1766)
- 8 tháng 11 - Elisabeth Christine von Braunschweig-Bevern, Hoàng hậu của Phổ, vợ vua Friedrich II Đại Đế (mất 1797)
- 23 tháng 11 - Pierre Charles Le Monnier, nhà thiên văn học Pháp (mất 1799)
- 27 tháng 12 - Philippe de Noailles, duc de Mouchy, người lính Pháp (mất 1794)
- 'Không rõ ngày' - Robert-François Damiens, người mưu sát vua Louis XV (mất 1757)